# Victor Golvan
Victor Golvan est un homme politique français, né le 6 avril 1902 à Gâvres (Morbihan) et décédé le 16 août 1986 à Vannes. Il a exercé la profession de docteur-vétérinaire.

## Biographie
Issu d'un milieu plutôt modeste (son père est douanier), Victor Golvan suit des études secondaires à Vannes, puis à l'école vétérinaire de Maison-Alfort et enfin à Paris. Après l'obtention de son diplôme, en 1926, il s'installe en Mayenne, à Craon, où il exerce comme vétérinaire.
Installé ensuite dans le Morbihan, il est élu maire de Quiberon en 1947, réélu en 1953, puis conseiller général du Morbihan en 1949, réélu en 1955, dont il est rapidement le vice-président.
Membre du Rassemblement du Peuple Français, il en mène la liste pour les élections législatives de 1951 et fait une campagne dans laquelle il se dresse contre la quatrième république et son personnel politique, y compris local. Avec 20,9 % des voix, il est élu député.
A l'assemblée, il intervient sur diverses questions, souvent assez techniques et éloignées des grands enjeux politiques du moment. 
En 1956, la liste des Républicains sociaux qu'il mène dans le département essuie un lourd échec électoral, avec seulement 5,4 % des voix, ce qui est très insuffisant pour lui permettre de conserver son siège.
En juin 1958, il est candidat sans étiquette aux sénatoriales dans son département. Avec 48,5 % des voix au second tour, il est élu. Quelques mois plus tard, en avril 1959, il est réélu, cette fois-ci avec le soutien de l'UNR, et 55,7 % des voix.
Son activité parlementaire est essentiellement consacrée aux questions agricoles, dans toutes leurs dimensions. Il est notamment très engagé dans la création des GAEC, en 1961-1962, rapporteur en 1965 de la loi sur le marché de la viande, et intervient chaque année dans les débats sur le budget du ministère de l'agriculture.
En 1965, il est réélu sur la liste d'union des trois sortants, avec Joseph Yvon et Marcel Lambert, et obtient 52,2 % des voix.
En décembre 1966, il est rapporteur de la loi sur l'élevage, en juin 1971 celle sur la réforme de la profession de vétérinaire, ainsi que de deux lois relatives aux maladies animales, en 1972.
Il est aussi, chaque année, rapporteur du budget du tourisme, ce qui correspond aux intérêts de sa commune, dont il est réélu maire en 1959, 1965 et 1971, et de son département (il est réélu conseiller général en 1961, 1967 et 1973). Il est d'ailleurs président du comité régional du tourisme de Bretagne, et de la société d'économie mixte de l'équipement touristique du département.
Il n'est pas réélu aux sénatoriales de 1974, n'obtenant que 29,3 % des voix. Il abandonne ensuite progressivement tous ses mandats électifs au fur et à mesure des échéances.

## Mandats nationaux
- Député RPF du Morbihan de 1951 à 1955
- Sénateur du Morbihan de 1958 à 1974

## Mandats locaux
- Maire de Quiberon
- Conseiller général du canton de Quiberon